# Wizart Animation
Wizart Animation är en rysk animationsstudio i Voronezj med en affärsenhet i Moskva. Wizart Animations första projekt var filmen "Snezjnaja koroleva", som släpptes på bio i Ryssland 2012.

## Historia
Wizart Animation grundades 2007 i Voronezj. För närvarande sysselsätter studion i Voronezj mer än 270 specialister från olika städer i Ryssland, CIS och utomlands. Under 2012 genomfördes en omplanering och en affärsenhet öppnades i Moskva, som bedriver marknadsföring och försäljning av projekt i de ryska och utländska territorierna. Studions första film, "Snezjnaja koroleva", i samarbete med Bazelevs, släpptes i mer än 30 länder runt om i världen på bio, TV och DVD. Uppföljaren "Snezjnaja koroleva 2: Perezamorozka", visades på biografer i Ryssland, och samtidigt på biografer i Storbritannien, Polen, Israel, Sydkorea och i Mellanöstern. För närvarande har båda filmerna sålts till mer än 130 länder runt om i världen. 
Den tredje delen i serien "Snezjnaja koroleva 3: Ogon i ljod" släpptes den 29 december 2016 med stöd från Universal Pictures International. 

## Tecknade filmer producerade av Wizart Animation
- 2012: "Snezjnaja koroleva" (Снежная королева)
- 2014: "Snezjnaja koroleva 2: Perezamorozka" (Снежная королева 2: Перезаморозка)
- 2015 - pågår: "Yoko" (Йоко)
- 2016: "Volki i ovtsy: Beeezumnoje prevrasjtjenije" (Волки и овцы: бееезумное превращение)
- 2016: "Snezjnaja koroleva 3: Ogon i ljod" (Снежная королева 3: Огонь и лёд)
- 2019: "Volki i Ovtsy: Chod svinjoj" (Волки и Овцы: Ход свиньёй)
- 2019: "Snezjnaja koroleva: Zazerkale" (Снежная королева: Зазеркале)
- 2019 - pågår: "Snezjnaja koroleva: Chraniteli Tjudes" (Снежная Королева: Хранители Чудес)
- 2020: "Ruslan och Lyudmila" (Руслан и Людмила)
- 2020: "Genzel i Gretel" (Гензель и Гретель)
- 2021: "Snezjnaja koroleva 5" (Снежная королева 5)
- 2021: "Volki i Ovtsy: Uuubojnaja mistika" (Волки и Овцы: Ууубойная мистика)
- 2022: "Ruslan i Ljudmila"
- 2023: "Snezjnaja Koroleva. Zamomorzko"